# Vrući dani i vrele noći
Vrući dani i vrele noći je kompilacijski album kojeg je Jugoton objavio 1982. 
Pjesme objavljene na albumu pripadale su poznatim sastavima s područja SFRJ, uglavnom pripadnicima novovalne glazbe.
Novovalni sastavi čije su se uspješnice našle na albumu bili su Električni orgazam s punk rock skladbom "Dokolica"; Idoli s "Kenozoik"; Azra s "Put za Katmandu"; Film sa "Zona sumraka"; Haustor s "Radio"; Laboratorija zvuka s nostalgičnom skladbom "Zaboravljena draga"; Animatori s "Male curice"; Zana sa singlom "On"; power pop sastavi Stidljiva ljubičica i Xenia sa skladbama "Osvrni se na mene" i "Povezi me"; Sreta Kovačević, bivši gitarist sastava Pekinška patka sa sastavom Kontraritam i pjesmom "Žožo, vrati se"; Zoran Cvetković, bivši član sastava Prljavo kazalište član sastava ZOK s "Zaboravi"; "Zatvaram oči" je skladba novoromantičnog sastava La Fortunjeros sa Sašom Zalepuginom (bivši član Plavi orkestar); "Ona se smije" sastava Izazov, u kojem su bili bivši članovi sastava Time, Grupa 220 i Hobo; Aerodrom sa "Kad je sa mnom kvari sve", i synthpop sastav Beograd s pjesmom "TV".

## Omot albuma
Na omotu albuma preslikane su umanjenje slike s albuma s kojih su pjesme preuzete i to su u smjeru kazaljke na satu: "Odbrana i poslednji dani" od Idola; s istoimenog albuma sastava Izazov; "Filigranski pločnici" od Azre; "Duboko u tebi" od Laboratorije zvuka; s istoimenog albuma sastava Haustor; albuma sastava Kontraritam; "Loše vesti uz rege za pivsku flašu" od Zane; "Obične ljubavne pjesme" od Aerodroma; "Zona sumraka" od Filma, i cover albuma sastava ZOK. 
Slika na stražnjoj strani je ista ali su na njoj napisani nazivi sastava i imena pjesama koje su snimljene na kompilaciji.
U sredini prednje strane su slike singlova koje su se pojavile na albumu sa slikama ruža za usne, boca Coca-Cole, sunčane naočale, slušalice i kopija glazbenog magazina Džuboks s Adamom Antom na naslovnici.

## Popis pjesama
1. Azra - "Put za Katmandu"
2. Idoli - "Kenozoik"
3. Stidljiva ljubičica - "Osvrni se na mene"
4. Zana - "On"
5. Izazov - "Ona se smije"
6. Zok - "Zaboravi"
7. Animatori - "Male curice"
8. Laboratorija zvuka - "Zaboravljena draga"
9. Film - "Zona sumraka"
10. Xenia - "Povezi me"
11. Aerodrom - "Kad je samnom kvari sve"
12. Električni orgazam - "Dokolica"
13. La Fortunjeros - "Zatvaram oči"
14. Kontraritam - "Žožo, vrati se"
15. Haustor - "Radio"
16. Beograd - "TV"

## Vanjske poveznice
- Discogs Razni izvođači - Vrući dani i vrele noći